# Sibylle von Burgund

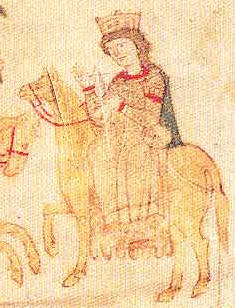
Sibylle von Burgund (Abbildung aus dem Liber ad honorem Augusti des Petrus de Ebulo 1196)

Sibylle von Burgund (* um 1126; † 15./16. September 1150) war die zweite Ehefrau Rogers II. von Sizilien und somit Königin von Sizilien.
Sibylle war eine Tochter des Herzogs Hugo II. von Burgund. 1149 heiratete sie Roger II., den König von Sizilien. Sie starb jedoch bereits 1150 bei einer Fehlgeburt.